# Rubén Héctor Sosa
Rubén Héctor Sosa (Las Parejas, 14 de noviembre de 1936 - 13 de septiembre de 2008) fue un futbolista argentino que jugó para Argentina en el mundial de Chile 1962, y también las Copas Américas de 1959, saliendo campeón en la primera edición de aquel año y sería subcampeón en la segunda edición de aquel año. Apodado El Marqués. También jugó en Argentina para Platense, Racing y Flandria; en Uruguay para Cerro y Nacional; y en Estados Unidos para el Boston Beacons.
En Argentina jugó 181 partidos y marcó 96 goles.
Su apodo El Marqués, se lo ganó debido a su forma de pensar.

## Trayectoria futbolística

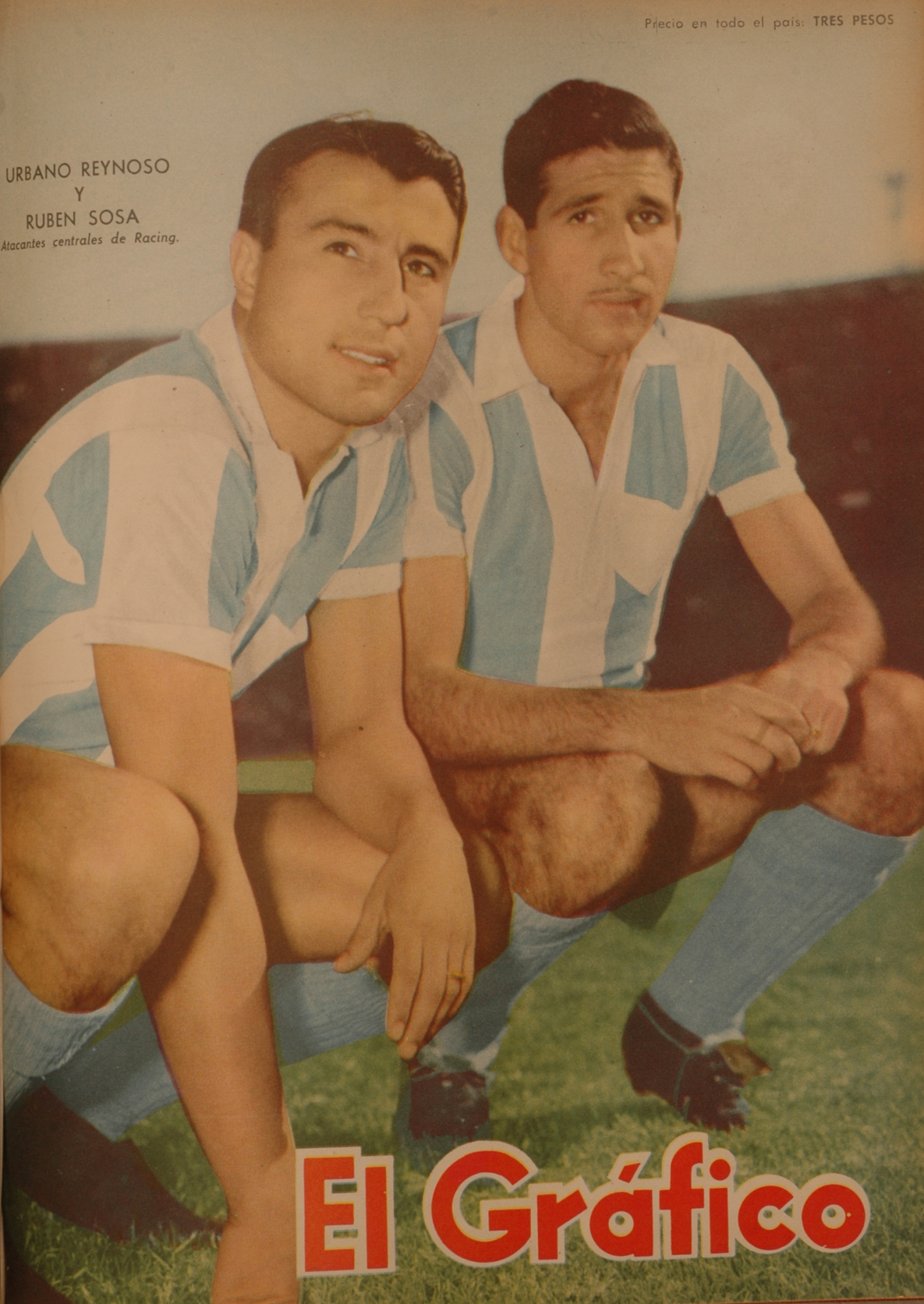
Urbano Reynoso y Rubén Sosa (Racing) en 1958.

Debutó en el Platense en 1953 donde jugó 34 partidos convirtiendo 17 goles, en 1958 fue transferido a Racing donde permaneció hasta 1964, jugando 141 partidos y anotando 82 goles, y se consagró campeón en 1958 y 1961, y además fue el goleador en las ediciones de 1959, 1960 y 1962.
Después se fue a jugar a Uruguay donde formó parte de los clubes Cerro donde permaneció desde 1965 hasta 1966, y Nacional donde jugó en 1967. Jugando para Nacional, disputó la final de la Copa Libertadores 1967 frente a su exequipo Racing; sin embargo, su equipo el Nacional perdería la final de aquel año frente a su exequipo; ya que las bases del torneo de aquel año consistían en partidos de ida y vuelta, y el equipo que sacase más puntos se quedaba con la copa, si en el caso de que ambos equipos terminasen igualados en puntos se jugaría en una cancha neutral, y así sucedió, ambos partidos de ida y vuelta terminarían 0 a 0, finalmente se jugó en una cancha neutral donde Racing derrotó a Nacional por 2 a 1.
Luego jugó brevemente en Estados Unidos para el Boston Beacons en 1968 donde jugó 17 partidos, anotó 7 goles y dio 8 asistencias.
Finalmente, culminó su carrera futbolística en Argentina, como entrenador para el Flandria en 1978.

## Clubes
| Club           | País      | Año       | PJ  | Gol |
| -------------- | --------- | --------- | --- | --- |
| Platense       | Argentina | 1953-1957 | 34  | 17  |
| Racing         | Argentina | 1958-1964 | 151 | 82  |
| Cerro          | Uruguay   | 1965-1966 |     |     |
| Nacional       | Uruguay   | 1967      |     |     |
| Boston Beacons | EEUU      | 1968      | 17  | 7   |
| Flandria       | Argentina | 1978      |     |     |

## Selección nacional
Jugó 18 veces para Argentina desde 1958 hasta 1962, marcando 11 goles. Formó parte de los convocados para el mundial de Chile 1962, donde sólo jugó 1 vez (contra Inglaterra); y Argentina sería eliminada en la fase de grupos. Jugó las 2 Copas Américas de 1959. Anotó el primer gol para su selección en la Copa del Atlántico 1960.

### Participaciones en Copas del Mundo
| Mundial                        | Sede  | Resultado      | Partidos | Goles |
| ------------------------------ | ----- | -------------- | -------- | ----- |
| Copa Mundial de Fútbol de 1962 | Chile | Fase de grupos | 1        | 0     |

### Participaciones en Copas América
| Copa                 | Sede      | Resultado  | Partidos | Goles |
| -------------------- | --------- | ---------- | -------- | ----- |
| Copa América 1959-I  | Argentina | Campeón    | 4        | 4     |
| Copa América 1959-II | Ecuador   | Subcampeón | 3        | 1     |

## Palmarés

### Campeonatos nacionales
| Título           | Club        | País      | Año  |
| ---------------- | ----------- | --------- | ---- |
| Primera División | Racing Club | Argentina | 1958 |
| Primera División | Racing Club | Argentina | 1961 |

### Campeonatos internacionales
| Título       | Equipo              | Sede      | Año    |
| ------------ | ------------------- | --------- | ------ |
| Copa América | Selección Argentina | Argentina | 1959-I |

### Distinciones individuales
| Distinción                                          | Año  |
| --------------------------------------------------- | ---- |
| Máximo goleador de la Primera División de Argentina | 1959 |
| Máximo goleador de la Primera División de Argentina | 1960 |
| Máximo goleador de la Primera División de Argentina | 1962 |